# 勝木書店
株式会社勝木書店（かつきしょてん）は、福井県福井市に本社を置き、北陸地方と関東地方に書店を店舗展開する企業ならびに同社が展開する店舗の名称である。

## 概要
店舗は書籍販売の｢勝木書店｣、書籍・文具に加えてCD、DVD、ゲームソフトなどを扱う新業態店舗「KaBoS」（カボス）および「Super KaBoS」（スーパーカボス）を展開している。
外商部は、福井での中継取次ぎ業の役割を果たし、大口顧客企業や小売店（スーパー食料品店等の店頭販売用の書籍）への販売卸業を行っている。
　
地盤である福井県を中心に、石川県や関東地方に出店している。2001年10月1日には、石川県金沢市に本社を置いていた旧株式会社北国書林の店舗を引き継いでいる（店舗名は北国書林）。

## 展開する店舗
詳細は、公式サイトの店舗情報を参照。★印は政府刊行物・官報取り扱い店舗。

### 勝木書店
福井県
- 福井大学医学部売店（吉田郡永平寺町、福井大学松岡キャンパス構内） - 取扱は医学雑誌・医書・看護書に特化。大学が開いている時間のみ営業。
- 大野店（大野市）

### KaBoS
福井県
- ベル店（福井市花堂南、ショッピングシティベル内）
- 三国店（坂井市三国町）
  - 2008年（平成20年）11月に、ゲーム販売（新たにレンタルサービスも開始）をGEOに移管。
- 丸岡店（坂井市丸岡町）
- 勝山店（勝山市）
- ドンキ敦賀店（敦賀市中央町、MEGAドン・キホーテUNY敦賀店内）
  - 入居施設の名称変更に伴い、アピタ敦賀店から改称。

石川県
- イオンモール新小松店（小松市）

関東地方
- ららぽーと柏の葉店（千葉県柏市）
- ららぽーと新三郷店（埼玉県三郷市）
- 宮前平店（神奈川県川崎市宮前区）
- 藤沢店（神奈川県藤沢市、ミスターマックス湘南藤沢ショッピングセンター内）

### Super KaBoS
店舗はすべて福井県内に所在。
- 二の宮本店（福井市二の宮）★
- ワッセ店（福井市久喜津町、パワーセンターワッセ内）
  - 2008年（平成20年）8月に、レンタルサービスとゲーム販売をGEOに移管。
- 大和田店（福井市大和田、フェアモール福井敷地内）
- 鯖江店（鯖江市神中町）
  - 2008年（平成20年）12月に、レンタルサービスとゲーム販売をGEOに移管。
- 武生店（越前市）
  - 2008年（平成20年）10月に、レンタルサービス・CD&DVDセル・ゲーム販売をGEOに移管。
- 敦賀店（敦賀市木崎）
  - 2008年（平成20年）6月に、レンタルサービスとゲーム販売をGEOに移管。

### 北国書林・きくざわ書店
店舗はすべて石川県内に所在。
北国書林
- 松任店（白山市、フェアモール松任内）
- アルプラザ店（金沢市、アル・プラザ金沢内）
- 辰口店（能美市）

きくざわ書店
- ナッピィモール店（七尾市）
- アルプラザ鹿島店（鹿島郡中能登町、アル・プラザ鹿島内）

## かつて存在した店舗
- 勝木書店杜の里店（石川県金沢市もりの里） - KaBoS大桑店への統廃合に伴い閉店。
- KaBoS野々市店（石川県野々市市、アクロスプラザ野々市内） - KaBoS上荒屋店への統廃合に伴い閉店。
- KaBoS上荒屋店（石川県金沢市上荒屋） - 当初の店名は御経塚店。
- 勝木書店堀の宮店（福井市文京）
- 勝木書店二の宮店（旧店、福井市経田）:現・Super KaBoS新二の宮店（新店）- 近隣のユース新田塚店（現在のバロー新田塚店）敷地内へ移転、再オープン。
- 勝木書店アミ店（旧店、坂井市春江町随応寺、アル・プラザアミ内）:旧・勝木書店春江店（新店） - 近隣の春江店へ移転再オープン。
- 勝木書店春江店（新店、坂井市春江町江留下高道） - Super KaBoS新二の宮店への統廃合に伴い閉店。
- 勝木書店鯖江店（鯖江市小黒町）
- 勝木書店敦賀店（敦賀市呉竹町） - アピタ敦賀店として移転再オープン。
- KaBoSワイプラザ店（福井市新保北、パワーシティ福井・ワイプラザ内）
- 勝木書店金沢泉野店（石川県金沢市泉野出町）- KaBoS大桑店への統廃合に伴い2019（令和元）年7月に閉店。これにより石川県内の勝木書店が皆無となった[4]。
- KaBoSあざみ野店（横浜市青葉区）
- KaBoS大桑店（石川県金沢市大桑） - 旧いまじん大桑店を譲受。2020（令和2）年4月に閉店したことにより、金沢市内のKaBoSが消滅した[5]。跡地は金澤文苑堂TSUTAYAへ譲渡している。
- 勝木書店福井駅前本店（福井市中央） - 北陸新幹線敦賀延伸開業による福井駅周辺の再開発計画事業に伴い2020（令和2）年8月30日に閉店[6][7]。なお、現在の本社並びに登記上本店は管理・営業部門であり、実店舗営業は行っていない。